# Biskupi Xiamenu
Biskupi Xiamenu – rzymskokatoliccy biskupi mający swoją stolicę biskupią w Xiamenie, obecnie w Chińskiej Republice Ludowej. W Xiamenie mieściła się stolica wikariatu apostolskiego (1883 - 1946) i diecezji (1946 - nadal).
Do 1983 na stolicy biskupiej w Xiamenie zasiadali hiszpańscy dominikanie. Kolejnymi biskupami są Chińczycy.

## Ordynariusze

### Wikariusze apostolscy Amoy
- Andrés Chinchón OP (11 grudnia 1883 - 1 maja 1892)
- Ignacio Ibáñez OP (4 maja 1893 - 14 października 1893)
- Esteban Sánchez de las Heras OP (19 stycznia 1895 - 21 czerwca 1896)
- o. Alejandro Cañál OP[1] (28 października 1898 - 23 listopada 1898)
- Isidoro Clemente Gutiérrez OP (7 sierpnia 1899 - 10 sierpnia 1915)
- Manuel Prat Pujoldevall OP (27 stycznia 1916 - 11 kwietnia 1946)

### Biskupi Xiamenu
- Manuel Prat Pujoldevall OP (11 kwietnia 1946 - 6 stycznia 1947)
- Juan Bautista Velasco Díaz OP (10 czerwca 1948 - maj 1983) następnie mianowany biskupem pomocniczym archidiecezji Manila na Filipinach
- Joseph Huang Ziyu (1986 – 8 kwietnia 1991)
  - Joseph Cai Bingrui[2] (1996 - 2010) administrator
- Joseph Cai Bingrui (2010 - 2025)